# The Sinister Urge
The Sinister Urge es el segundo álbum solista del cantante Rob Zombie, lanzado en 2001. El álbum debe su nombre a la película The Sinister Urge dirigida por Ed Wood en 1961.

## Producción
El álbum tiene un aire más experimental que su intenso debut, Hellbilly Deluxe. Aunque no lleva a Zombie en una dirección totalmente diferente, incorpora varios elementos que no había utilizado antes, como el claxon en "(Go to) California" y el tocadiscos usado en casi la mitad del disco. Varias canciones, como la mencionada anteriormente, se caracterizaron por melodías calmas en lugar de las fuertes guitarras de su álbum anterior, aunque aún se pueden escuchar en canciones como "Feel So Numb" y "Scum of the Earth". Esta tendencia experimental continuaría en su siguiente disco, Educated Horses.

## Invitados
"Iron Head" cuenta con la participación del cantante Ozzy Osbourne; "Dead Girl Superstar" contiene un solo de guitarra tocado por Kerry King de la banda de metal Slayer.

## Lista de canciones
Todas las canciones fueron escritas por Rob Zombie y Scott Humphrey. Iron Head fue coescrita por el guitarrista Riggs.
| N.º   | Título                                                       | Duración |  |
| 1.    | «Sinners, Inc.»                                              | 1:17     |  |
| 2.    | «Demon Speeding»                                             | 3:44     |  |
| 3.    | «Dead Girl Superstar»                                        | 2:28     |  |
| 4.    | «Never Gonna Stop (The Red Red Kroovy)»                      | 3:09     |  |
| 5.    | «Iron Head»                                                  | 4:10     |  |
| 6.    | «(Go to) California»                                         | 3:25     |  |
| 7.    | «Feel So Numb»                                               | 3:53     |  |
| 8.    | «Transylvanian Transmissions, Pt. 1»                         | 1:09     |  |
| 9.    | «Bring Her Down (To Crippletown)»                            | 3:59     |  |
| 10.   | «Scum of the Earth»                                          | 2:55     |  |
| 11.   | «House of 1000 Corpses» (Contains bonus song "Unholy Three") | 9:26     |  |
| 36:48 |                                                              |          |  |

## Créditos
- Tom Baker - Masterización
- Evelyne Bennu - Voces femeninas
- Blasko - Bajo
- Dan Burns - Ingeniero asistente
- Chris Chaney - Bajo adicional
- Marina Chavez - Fotos
- Josh Freese - Baterías adicionales
- Gary Grant - Claxon
- Emm Gryner - Voces femeninas
- Frank Gryner - Ingeniería, mezcla, guitarras adicionales
- Jerry Hey - Claxon
- Scott Humphrey - Producción, programación, mezcla, guitarra adicional
- Kerry King - Guitarra adicional ("Dead Girl Superstar")
- Tommy Lee - Batería adicional
- DJ Lethal - Tocadiscos
- Danny Lohner - Guitarra adicional
- Mix Master Mike - Tocadiscos
- Gary Novak - Batería adicional
- Ozzy Osbourne - Voz ("Iron Head")
- Bill Reichenbach - Claxon
- Riggs - Guitarra
- Bennett Salvay - Arreglos de cuerdas
- Tempesta - Batería
- Daniel Wiggins - Claxon
- Phil X - Guitarra adicional
- Rob Zombie - Voz, letras, producción, dirección artística, fotos, diseño del empaque

## Posiciones en los conteos
Álbum - Billboard (EE. UU.)
| Año  | Conteo            | Posición |
| ---- | ----------------- | -------- |
| 2001 | The Billboard 200 | 8        |

Sencillos - Billboard (EE. UU.)
| Año  | Sencillo              | Conteo                 | Posición |
| ---- | --------------------- | ---------------------- | -------- |
| 2000 | "Dead Girl Superstar" | Mainstream Rock Tracks | 25       |
| 2001 | "Feel So Numb"        | Mainstream Rock Tracks | 10       |
| 2001 | "Feel So Numb"        | Modern Rock Tracks     | 18       |
| 2002 | "Demon Speeding"      | Mainstream Rock Tracks | 13       |
| 2002 | "Never Gonna Stop"    | Mainstream Rock Tracks | 11       |
| 2002 | "Never Gonna Stop"    | Modern Rock Tracks     | 23       |

- Datos: Q1189841